# حضور ذهن
حضور ذهن (به انگلیسی: Presence of Mind) فیلمی محصول سال ۱۹۹۹ و به کارگردانی آنتونی آلوی است. در این فیلم بازیگرانی همچون سعدی فراست، لورن باکال، هاروی کایتل و جود لا ایفای نقش کرده‌اند.